# Werner Parecker
Werner Parecker (* 5. März 1979 in Hildesheim) ist ein deutscher Kirchenmusiker und Komponist.

## Leben
Parecker studierte am Mozarteum in Salzburg bei Wolfgang Kreuzhuber, Albert Anglberger u. a. und an der Universität für Musik und darstellende Kunst Wien bei Peter Planyavsky, Martin Haselböck, Wolfgang Sauseng u. a. Katholische Kirchenmusik und Komposition. Er erlangte den Abschluss des A-Examens und erhielt zweimal den Akademischen Grad des magister artium. Parecker erweiterte seine Studien durch Meisterkurse bei Organisten wie Daniel Roth, Christopher Stembridge, Lorenzo Ghielmi, Lucy Hallmann Russel und Michael Radulescu.
Parecker war von 2007 bis 2013 Kreisbezirkskantor der katholischen Kirchengemeinde Papst Johannes (KKPJ) in Hamm-Heessen.  Seit August 2013 ist er Regionalkantor der katholischen Propsteikirche St. Nikolaus in Kiel und zertifizierter Orgelsachverständiger für Schleswig-Holstein. Daneben ist er auch Mitglied der Kirchenmusikkommission für das Erzbistum Hamburg.
Auftritte als Solist und Ensemblemusiker führten ihn an   bedeutende Orgeln in Deutschland, Österreich, Schweiz und in den Vereinigten Staaten (Wichita, New York) sowie als Ensemblesänger an die Oper von Kairo und Alexandria in Ägypten.
Werner Pareckers Werke wurden auch von den Solisten Julia Henning, Susan Gouthro, Elisabeth Flechl, Anne Görner, sowie den Kieler Philharmonikern, Bremer Handglockenchor oder den Elbtonal Percussion uraufgeführt. Das ZDF übertrug im Rahmen des Fernsehgottesdiensts am 20. Mai 2018 die Uraufführung der Messe des clochettes.

## Werke

### Kompositionen

#### Orgelwerke
- Phantasie in d-moll  (1996)
- Phantasie in g-moll (1996)
- Toccata in d-moll (1997)
- Intermezzo in D-Dur (1997)
- Imperial March (1997)
- Choralvorspiel: Was Gott tut, das ist wohlgetan (1997)
- Praeludium in C-Dur (1998)
- Mystery (1998)
- Kontemplation (1998)
- Intermezzo in F (1998)
- Ein kleiner Maitanz (1998)
- Choralvorspiel: Rosenkranzkönigin (1998)
- Air (1998)
- Meditation in d (1999)
- Elevationstoccata (1999)
- Choralvorspiel: Das Weizenkorn muss sterben (1999)
- Prolog und Symphonische Toccata (für zwei Spieler) (2003)
- Orgelphantasie (Umarbeitung der Phantasie in d von 1996 mit neuer Fuge) (2007)
- Ciacona (2000)

#### Klavierwerke
- Phantasie in Es (1999)
- Kleines Cembalokonzert (1998)
- Sehnsucht in des-moll (2000)
- Ballade (2000)
- Ballade Irrésolu des pensées (Unentschlossene Gedanken) (2008)
- Danse des Esprits (Tanz der Geister) (2010)
- Rêve (Traum) (2010)
- Sweet Home  (2012)

#### Messen
- Messe in C-Moll (für gemischten Chor und Klavier) (1997)
- Missa solemnis (für Orchester und gemischten Chor) (1998)
- A Mass for the Holy Stephen (für großes Orchester, gemischten Chor, Kinderchor, Solo-Sopran, Knabensolo) (2011)
- Messe des clochettes (für Harfe, Handglocken, Frauenchor, Solo) (2018)

#### Stundengebet
- Pfingst-Vesper (großes Orchester, gemischter Chor und vier Solisten) (2004)

#### Chormusik

##### Mit Instrumenten
- Liedkantate Stille Nacht (Streicher, Oboe, gem. Chor) (2000)
- Liedkantate Großer Gott, wir loben dich (Orchester, Orgel) (2006)
- Liedkantate Ein Haus voll Glorie schauet (Blechbläser, Pauken, Orgel, gem. Chor, Sopransolo, Knabe) (2013)
- Liedkantate O du fröhliche (Orgel, Streicher, Basssolo, gem. Chor) (2014)
- Liedkantate Guter Gott, wir danken dir (gem. Chor, Orchester) (2016)
- Motette Nun saget Dank und lobt den Herren (gem. Chor, Orgel) (2016)
- Motette Denn er hat seinen Engel befohlen über dich (Harfe, gem. Chor) (2016)
- Psalm 150  (gem. Chor, Orchester) (2016)
- Kantate Von der Herrlichkeit Gottes (Frauenchor, Orchester) (2018)

##### A cappella
- Motette Sankt Josef, Spross aus Davids Stamm (2006)
- Motette Popule meus (2012)
- Motette In monte oliveti (2012)
- Motette Agnus Dei  (2015)
- Motette Es kommt ein Schiff (2016/2017)
- Motette Lobgesang des Zacharias (2016)

#### Psalmen
- Psalm 146 in drei Teilen (Orgel und Tenor) (2002)

#### Lieder für Sopran und Klavier
- Kunstlied Warum Eva? (2010)
- Kunstlied Auf dem Blocksberg (2010)
- Kunstlied Kein Ton mehr (2010)
- Kunstlied Love´s secret (2007)
- Kunstlied Love´s stricken – Why (2007)
- Kunstlied Pentru Parinti (mit Frauenchor) (2008)

#### Lieder mit Orchester
- Weihnachtslied (für Orchester, Sopransolo, Basssolo und gemischten Chor) (2010)
- Weihnachtslied New Prince, New Pomp (für Orchester, gemischten Chor und Sopransolo) (2006)
- Put me as a sign on your heart (Sopransolo, gem. Chor, Klavier, Streicher) (2016)
- Kunstlied Mädchens Sehnsucht (Streicher, Harfe, Solosopran) (2018)
- Kunstlied The Mother Of God (Streicher, Klavier, Solosopran) (2019)

#### Orchesterwerke
- Priére sincére de Notre Dame (2004)
- In memoriam (2006)
- Geburtstags-Ouverture (2005)

#### Symphonien
- Symphonie Nr. 1 Aus tiefer Not schrei ich zu dir (großes Orchester, Soli und Chor) (2002–2006)
- Symphonie Nr. 2 pour organo et orchester (2006 / 2007)
- Symphonie Nr. 3 Phantasmagorie (Streichersymphonie) (2009)
- Symphonie Nr. 4 Orchestersuite (2008–2010)
- Symphonie Nr. 5 Pipe Energy für Orgel (mit Streichorchester, Chor, Harfe und Pauken) (2013)
- Symphonie Nr. 6 Via crucis Symphonische Dichtung über die 14 Stationen des Kreuzwegs (großes Orchester, Orgel, Backgroundchor)
- ראו הגואל reU ha goEl – Lasst uns sehen den Erlöser (Dichtung über die Geburt Christi) (2017)

#### Werke für einzelne Instrumente

##### Flöte
- Meditation (Flöte Solo) (2004)
- Scherzo (Orgel und Flöte) (2007)
- Chanson sans mots (Klavier und Flöte) (2012)

##### Cello
- Sonata di poesia (zwei Violoncelli und Klavier) (2005)

##### Klarinette
- L´imagination de la vie (Orgel und Klarinette) (2012)

#### Oratorien
- Mystisches Oratorium Tabula Smaragdina nach Texten von Hermes Trismegistos (2015) (3 Orgeln, großes Symphonieorchester, gemischter Chor, Solisten)
- ... und vergib uns unsere Schuld Oratorium nach Texten von Martin Luther und den Psalmen des Königs David (2017) (großes Symphonieorchester, gemischtet Chor, Solisten, Drehleier, Handglocken, Orgel)[3]

### Schriften
- Die Orgellandschaft von Heessen, der katholischen Kirchengemeinde Papst Johannes Heessen (Westf.). Eine Dokumentation. Berges, Hamm 2007. [31. S./ill.][4]

## Diskografie
- 2005: Due Violoncelli e Pianoforte. (CD)
- 2009: Inspriration. (CD)
- 2013: Pipe-Energy. Orgelvielfalt. (CD[4];  Symphonie für Orgel und Orchester, aufgenommen in der Pfarrkirche_St._Stephanus (Hamm) unter Mitwirkung des Ensembles Kammerton, der Chorgemeinschaft Papst Johannes und von Perkussionisten der Musikhochschule Münster)[5]
- 2017: Vater unser … und vergib uns unsere Schuld. (CD; Oratorium komponiert anlässlich des 100. Geburtstags der Kantorei der St.-Martin-Kirche in Nortorf)[6]
- 2018: Organ meets Hollywood. (CD) arrangiert nach Originalpartituren und gespielt von Werner Parecker auf der Führer/Paschen-Orgel der katholischen Propsteikirche St. Nikolaus in Kiel

## Auszeichnungen
- 2011, Preisträger des Dr.-Emil-Löhnberg-Kulturförderpreises der Stadt Hamm in der Sparte Kirchenmusik.